# M33 X-7

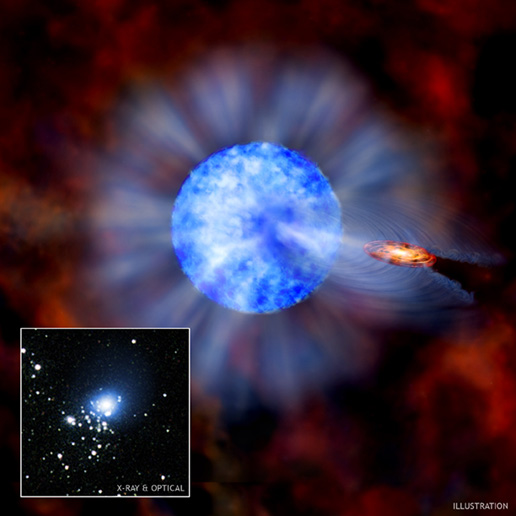
Artystyczna wizja układu M33 X-7, w lewym dolnym rogu zdjęcie uzyskane z nałożenia obrazów z teleskopów Hubble’a i Chandra

M33 X-7 – rentgenowski układ podwójny, odległy o około 3 miliony lat świetlnych. Składa się z czarnej dziury o masie gwiazdowej i masywnej niebieskiej gwiazdy. Znajduje się w Galaktyce Trójkąta (M33) w Gwiazdozbiorze Trójkąta.

## Charakterystyka składników układu
Masa czarnej dziury w układzie X-7 jest około 15,7 razy większa od masy Słońca i w momencie odkrycia (rok 2007) była ona najdalszą znaną, a zarazem najcięższą czarną dziurą o masie gwiazdowej. Obecnie istniejące teorie nie potrafiły wyjaśnić w jaki sposób mogła powstać czarna dziura tego typu o tak znacznej masie – czarne dziury o masie gwiazdowej mają masę poniżej 10 mas Słońca.
Drugi obiekt w systemie to gwiazda ok. 70 razy cięższa od Słońca, jest to najcięższa znana gwiazda w tego typu układzie podwójnym. Gwiazda ta ma jednak mniejszą jasność niż podobne gwiazdy o zbliżonej masie. Czarna dziura i gwiazda krążą wokół wspólnego środka masy po bardzo ciasnych orbitach o okresie 3,45 dnia.

## Teoria powstania układu
W 2010 zespół naukowców z Northwestern University, pod kierownictwem Franceski Valsecchi przedstawił teorię powstania tego nietypowego układu. Według niej początkowo w układzie istniały dwie gwiazdy o masach ok. 100 (przodek obecnej czarnej dziury) i 30 mas Słońca krążące po ciasnych orbitach. Większa i masywniejsza gwiazda zaczęła tracić swą otoczkę wodorową na rzecz tej mniejszej, w końcu utraciła jej większość, stając się tzw. gwiazdą Wolfa-Rayeta, reszta otoczki została wypromieniowana w postaci wiatru gwiazdowego aż do odsłonięcia helowego jądra. W końcu, po wypaleniu się lżejszych pierwiastków gwiazda zapadła się wskutek własnej grawitacji, w wyniku czego powstała czarna dziura, która z kolei zaczęła przechwytywać wiatr gwiazdowy ze swego znacznie większego już towarzysza, co doprowadziło do silnej emisji promieniowania X. Orbity uległy jeszcze większemu zacieśnieniu. Gwiazda, która była początkowo mniejsza urosła znacznie i stała się wielokrotnie większa i cięższa od drugiego składnika układu, ale pozostała stosunkowo „ciemna”, gdyż dodatkowa masa nie spowodowała dramatycznych zmian szybkości reakcji nuklearnych w jej jądrze.
Zdaniem naukowców z Northwestern University obserwowane współcześnie układy podwójne, w których skład wchodzi gwiazda Wolfa-Rayeta oraz masywny gwiezdny towarzysz, reprezentują wczesne stadium procesu, który doprowadził do powstania układu M33 X-7.